# Miconia baumgratziana
Miconia baumgratziana är en tvåhjärtbladig växtart som beskrevs av Renato Goldenberg och C. V. Martin. Miconia baumgratziana ingår i släktet Miconia och familjen Melastomataceae. Inga underarter finns listade i Catalogue of Life.